# Адеркас, Андрей Антонович
Андрей Антонович Адеркас (нем. Heinrich Otto von Aderkas; 1770, имение Педдаст (остров Моон, Лифляндская губерния) — 1840, Аренсбург (остров Эзель, Лифляндская губерния)) — генерал-лейтенант русской императорской армии, генерал-квартирмейстер.
Старший брат Бориса Антоновича Адеркаса. Принадлежит к роду фон Адеркас.

## Биография
Родился в имении имение Педдаст (остров Моон, Лифляндская губерния), принадлежавшем его отцу, эзельскому судье Отто Фабиану фон Адеркасу (1739—1796).
В 1776 году был записан в 1-й шляхетский кадетский корпус и унтер-офицером выпущен в Великолукский пехотный мушкетёрский полк, где в 1789 году произведён в поручики.
В 1794 году, в чине капитана, был направлен в главную ставку генерала Репнина в Польшу, где был в разных сражениях с польскими мятежниками «до самого их усмирения»; 3 декабря 1795 года произведён в обер-квартирмейстеры с чином премьер-майора. В 1798 году произведён в подполковники и в следующем 1799 году — в полковники.
С 1 июля 1800 года он возглавил Петербургскую квартирмейстерскую часть, руководил топографической съёмкой местности у Гатчины, расположением служб и манёвров. За усердную и ревностную службу 8 сентября 1800 года был произведён в командоры ордена Св. Иоанна Иерусалимского.
В августе 1805 года Адеркас был определён в десантный корпус генерал-поручика графа Толстого и после операции в Ганновере вёл вторую дивизию этого корпуса от реки Везер обратно в Россию.
28 сентября 1806 года определён квартирмейстером к заграничной армии генерала Беннигсена. Был в сражениях 14 декабря 1806 под Пултуском (награждён за храбрость орденом Св. Владимира 4-й ст. с бантом); 11 января 1807 награждён Королём Пруссии орденом Пур ле Мерит.
22 января 1807 года был в сражении под Янковом, 25 января — под Ландсбергом, 26 и 27 января — в генеральном сражении под Прейсиш-Эйлау (награждён орденом Св. Владимира 3-й ст.). С возобновлением военных действий Адеркас участвовал в новой серии сражений против войск Наполеона: 24 мая 1807 года — при Гутштате и Вонсдорфе, 25 мая — при Анкерсдорфе (награждён Орденом Св. Георгия 4-й ст.), 29 мая — в кровопролитном бою при Гейльсберге, в котором был ранен ружейной пулей около глаза (награждён Орденом Св. Анны 2-й ст. с алмазами). В трагическом для русской армии сражении при Фридланде 2 июня 1807 года Андрей Антонович Адеркас остался единственным дееспособным старшим офицером квартирмейстерской части. За отличие в кампании 1807 года он был произведён в генерал-майоры.
В 1808 году Адеркас бал назначен квартирмейстером в корпус князя Багратиона в Финляндии, где участвовал в сражении 4—7 сентября 1808 года у кирхи Локолакс. В марте 1809 года руководил операцией по покорению Аландских островов. За участие в победной кампании награждён орденом Св. Анны 1 степени.
24 августа 1809 года назначен генерал-квартирмейстером Молдавской армии князя Багратиона. С 10 по 22 сентября был при блокаде крепости Силистрия. 10 октября участвовал в сражении при деревне Татарица, за что ему было объявлено Высочайшее благоволение.
В сентябре 1811 года назначен генерал-квартирмейстером 2-й Западной Армии в Житомире. 21 мая 1812 года уволен от службы по прошению «за болезнью».
29 апреля 1825 года Адеркас был вызван в С.-Петербург и назначен генерал-квартирмейстером главного штаба, одновременно, начальником Корпусом топографов. В этой должности он оставался во время Декабрьского восстания. 1 января 1826 года был произведён в генерал-лейтенанты. 7 апреля 1826 года по Высочайшему повелению за расстройством здоровья уволен с оставлением мундира и пенсиона полного жалования. Последние годы жизни жил в Аренсбурге (остров Эзель, Лифляндская губерния).

## Награды
- Кавалер орденов Св. Владимира 3-й и 4-й степеней, Св. Георгия 4-й степени, Св. Анны 2-й и 1-й степеней, командор ордена Св. Иоанна Иерусалимского.
- Также награждён прусским орденом Pour le Mérite.

## Семья
Жена — Элеонора Христина Зоргер (1770—1844). Их дети:
- Юлия Шарлотта (08.02.1795—?)
- Анна Элеонора (14.07.1797—12.11.1834); её муж — барон Эдуард Фридрих Эбергард фон Гойнинген-Гюне (1779—1851), полковник артиллерии и эзельский ландрат.
- Иоганн Александр (23.01.1800—?)